# Automolis taymansi
Automolis taymansi är en fjärilsart som beskrevs av Rothschild 1910. Automolis taymansi ingår i släktet Automolis och familjen björnspinnare. Inga underarter finns listade i Catalogue of Life.